# Château du Pflixbourg
Vous lisez un « article de qualité » labellisé en 2025.
Le château du Pflixbourg est une forteresse en ruines implantée sur un sommet de l’Ehrberg, dans le sud du territoire de la commune actuelle de Wintzenheim, en Alsace. Construit dans les années 1210 par Frédéric II et résidence du bailli de Haute-Alsace au XIIIe siècle, il s’agit d’un château de garnison dont les missions sont de protéger Colmar et de servir de point d’appui à l’ost impérial. Il perd ce rôle après l’acquisition du château du Hohlandsbourg par les Habsbourg dans les années 1280 et devient un simple fief seigneurial. Il est abandonné vers le milieu du XVe siècle sans jamais avoir été attaqué. Le château est inscrit au titre des monuments historiques depuis 1968 et a fait l’objet de plusieurs campagnes de restauration, les plus importantes ayant eu lieu en 1864, dans les années 1980 et en 2006-2008.
Le Pflixbourg présente des caractéristiques typiques d’un château de garnison, notamment un espace intra muros et une citerne de grandes dimensions permettant d’accueillir de nombreux soldats, éléments se retrouvant au Hohlandsbourg et au Girbaden. Son donjon est également typique des châteaux impériaux de la décennie 1210, celui du château de Kaysersberg étant pratiquement identique. Il dispose néanmoins de particularités peu communes, notamment sa porte à couloir, seul exemplaire encore conservé en Alsace, et un système élaboré d’approvisionnement en eau par un puisard, le château ayant l’inconvénient de ne disposer d’aucune source d’alimentation en eau à l’intérieur des murs.

## Contexte géographique et historiographique

### Topographie et géologie
Le Pflixbourg se trouve dans le Haut-Rhin, sur le versant sud de l’entrée de la vallée de Munster et en face du village de Zimmerbach, bien qu’il soit implanté sur le territoire de la commune de Wintzenheim. Le château a été construit sur une projection vers le nord-ouest de l’Ehrberg, qui est délimitée par le vallon du Wilsbachgraben au sud-ouest et le vallon Saint-Gilles à l’est. Le site culmine à 454 m d’altitude, soit 200 m au-dessus du plancher de la vallée. Cette position lui offre un bon point de vue sur toute la partie haute de la vallée de Munster, mais celui vers la plaine d’Alsace est fortement limité à l’est par une autre projection de l’Ehrberg, dont l’altitude est supérieure à celle du Pflixbourg,. Le côté de l’attaque se trouve à l’est, où un col relie le sommet au reste de l’Ehrberg, avec un dénivelé d’environ quarante mètres entre le col et le château.
Sur le plan géologique, l’éminence, en forme de pain de sucre aux pentes raides, fait partie de la plaque granitique de Turckheim. Toutefois, le sous-sol n’est pas composé ici de granite porphyroïde comme le reste de l’Ehrberg, mais forme une étroite bande de granite à deux micas entre ce dernier et une zone de gneiss granitique.

### Contexte géographique et historique médiéval

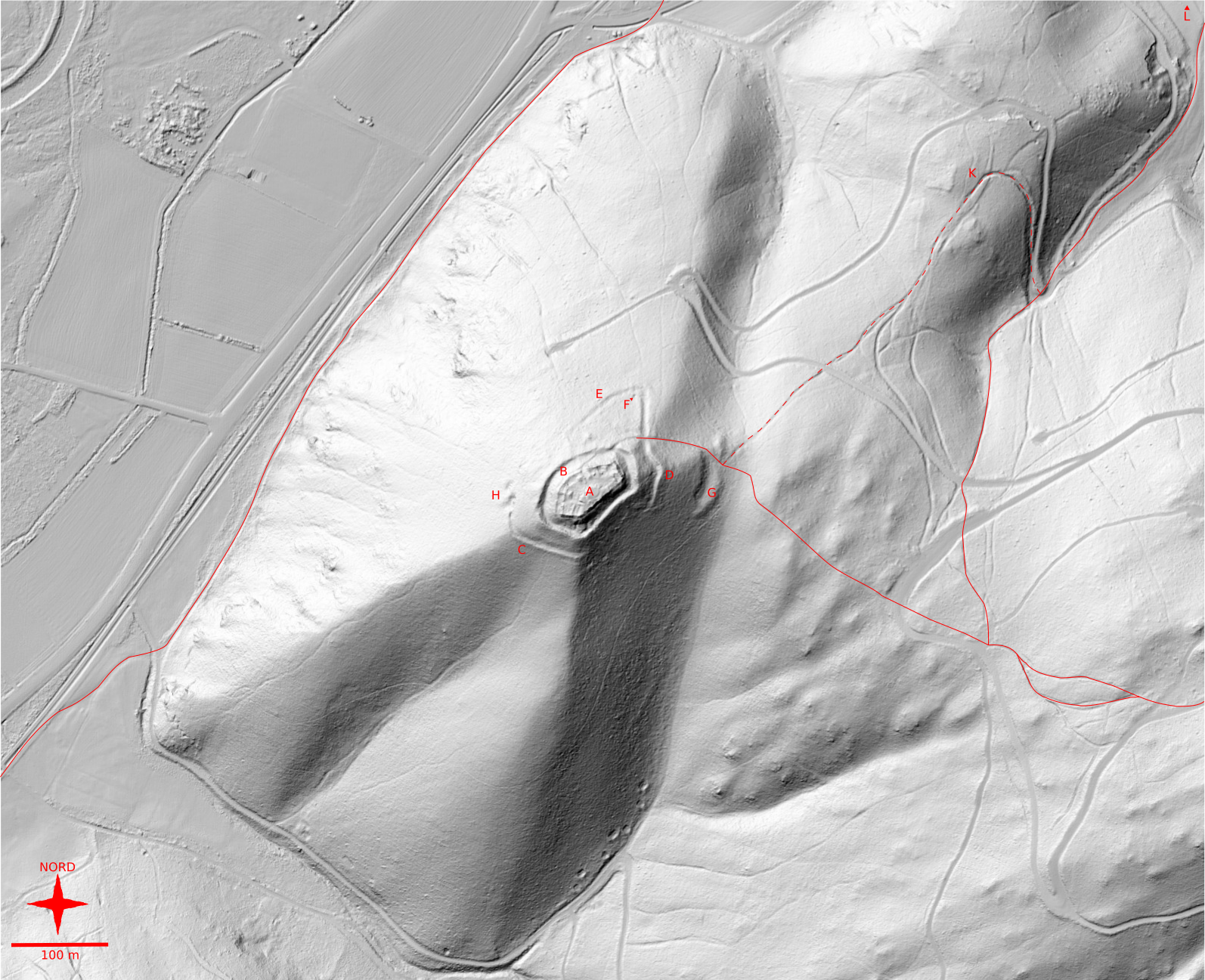
Modèle numérique de terrain du château et de son environnement. Légende : A : château ; B : fossé périphérique ; C : fossé défensif occidental ; D : fossé défensif oriental ; E : chemin de desserte du puisard ; F : puisard ; G : terrasse ; H : carrière ; K : emplacement hypothétique de Husen ; L : prieuré de Saint-Gilles (hors carte) ; lignes continues : chemin médiéval certain ; lignes discontinues : chemin médiéval supposé.

À la fin du XIIe siècle, le territoire aux alentours est principalement entre les mains de trois abbayes. L’abbaye de Munster possède la partie occidentale de la vallée de Munster et une grande partie de la rive gauche de la Fecht jusqu’à Turckheim. L’abbaye de Payerne contrôle par l’intermédiaire du prieuré Saint-Pierre, dit Oberhof, un large territoire, qui s’étend à l’origine jusqu’au Krebsbach, près de Soultzbach. Une partie de celui-ci a été cédée en 1085 à l’abbaye de Constance, qui le gère elle aussi au travers d’un prieuré, le Niederhof. S’y ajoute au cours du XIIe siècle le prieuré Saint-Gilles, qui dépend de l’Oberhof et se voit attribuer les terres où se trouve le site du futur château. Dans les premières décennies du XIIIe siècle, les Hohenstaufen renforcent considérablement leur emprise sur la région. Cela passe par le soutien à Colmar, dont ils appuient le développement et l’élévation au rang de ville, par la construction de châteaux et par la prise de contrôle des avoueries des abbayes.
Le territoire continue de se morceler au cours du XIIIe siècle. Après la construction du château, qui ampute une partie des terres de l’Oberhof, deux autres bans apparaissent. L’un est celui du prieuré Saint-Gilles, qui dispose désormais de sa propre juridiction. L’autre est lié à un village disparu, Hausen ou Husen, créé au plus tard en 1269 et faisant partie au XIVe siècle de la juridiction du seigneur du Pflixbourg. Bien que ce village semble avoir été suffisamment grand pour disposer de sa propre église, son emplacement exact reste indéterminé. Le lieu-dit Hussenfeld, à l’ouest du lycée agricole Saint-Gilles, ne semble en effet pas avoir été habité au Moyen Âge. Au XIIIe siècle, le village est mentionné dans un document comme étant situé ante Blicksberg, ce qui suggère que pour un observateur situé au prieuré Saint-Gilles, il se trouverait avant le château. Un autre document de 1397 laisse à penser qu’il se trouverait sur les hauteurs,. Les sondages archéologiques tendent toutefois à montrer qu’il ne se trouvait pas à proximité immédiate du château, que ce soit autour du puisard ou sur la terrasse repérée au niveau du col. Le rôle et la datation de cette dernière demeurent toutefois inconnus,.
L’implantation du château le place à l’écart des grands axes routiers de l’époque : la principale route Nord-Sud passe en effet au pied des collines sous-vosgiennes, trop loin pour que le château puisse la protéger efficacement. Par ailleurs, contrairement à la situation contemporaine, il n’existe pas au début du XIIIe siècle de route franchissant les Vosges par la vallée de Munster, seulement quelques chemins muletiers. Ainsi, les rôles de surveillance du réseau routier ou d’une protection contre une invasion depuis la Lorraine, qui lui sont attribués dans la littérature ancienne, sont très improbables. Le réseau viaire médiéval local est constitué d’un chemin reliant le Pflixbourg au Hohlandsbourg en longeant la limite du ban du prieuré Saint-Gilles. Une intersection, située à environ 500 m à l’ouest du Pflixbourg, rejoint le chemin de Munster à Colmar en passant par le prieuré Saint-Gilles. Les relevés lidar montrent l’existence d’une seconde voie d’accès non documentée reliant le château au prieuré Saint-Gilles en passant par l’épaulement montagneux situé entre les deux. La présence de terrasses aménagées sur celui-ci suggère l’existence d’un habitat à cet endroit, peut-être l’emplacement de Husen.
Le nom du château a peu évolué en dehors des transformations linguistiques : Blickisberc en 1220, Plixiberg en 1276, Blixperch en 1298.

### Contexte historiographique

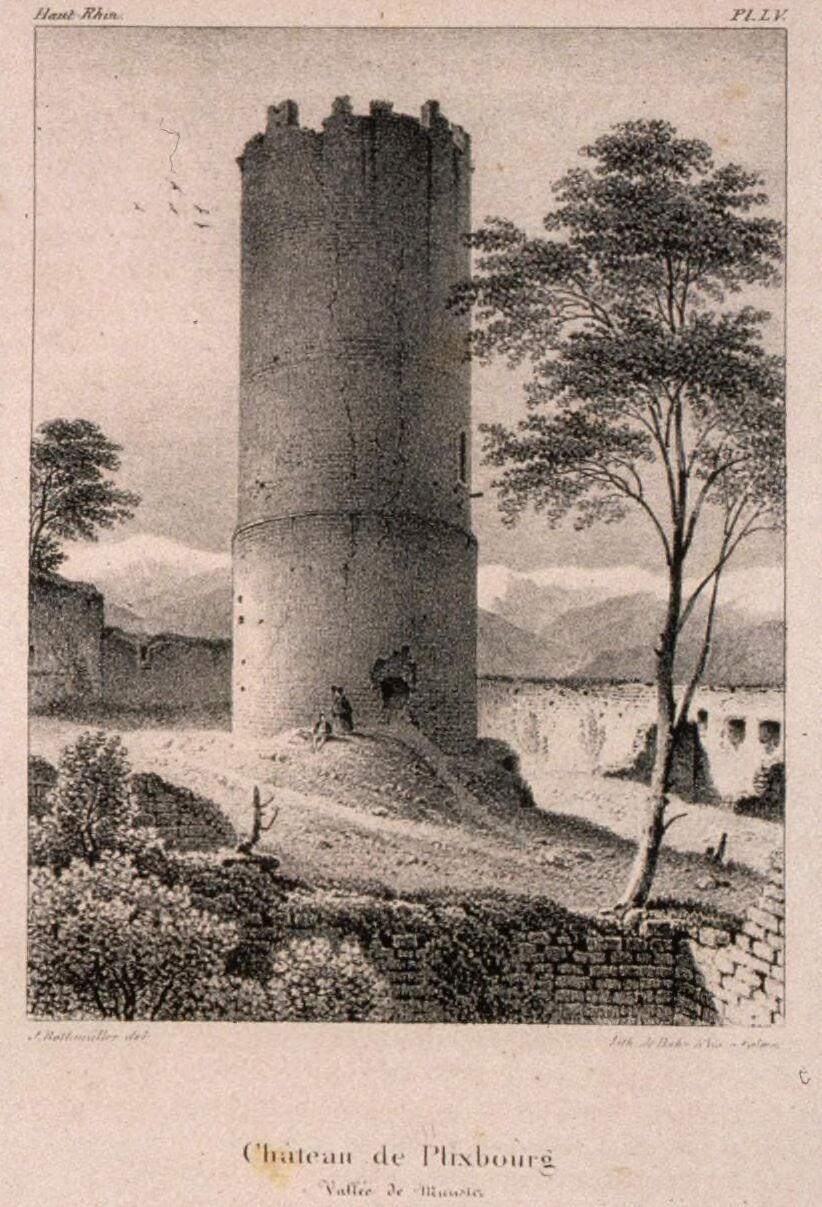
Gravure de Jacques Rothmuller réalisée en 1839, première représentation détaillée du château.

Les documents figurés montrant le château de manière détaillée n’apparaissent qu’au XIXe siècle avec le développement du romantisme et de l’attrait pour les ruines. Le premier dessin de ce type est l’œuvre de Jacques Rothmuller et a l’intérêt de montrer le donjon encore couronné de son parapet, disparu par la suite. Charles Winkler produit au début du XXe siècle le premier dessin à caractère scientifique, bien que celui-ci soit entaché d’interprétations erronées, comme l’invention d’une fausse braie.
Le site n’a pas été l’objet de fouilles archéologiques d’ampleur. Quelques sondages ont été effectués dans les années 1970 et 1980 en lien avec la campagne de restauration de cette période. D’autres sondages ont été effectués en 2010, mais se sont focalisés sur l’extérieur du périmètre fortifié, notamment les fossés et les alentours du puisard.
La reprise complète du corpus des sources et du contexte historique par Thomas Biller et Bernhard Metz en 2007, ainsi que les sondages archéologiques de 2010, ont permis d’écarter un certain nombre d’affirmations mal étayées, en particulier en ce qui concerne la construction et la destruction du château. Les fouilles ont ainsi invalidé l’hypothèse d’une occupation antérieure au XIIIe siècle, notamment protohistorique, de même que la possibilité que Husen ait été un village castral implanté directement au nord du château. La théorie d’une construction avant 1212 a été écartée sur la base des caractéristiques architecturales et du contexte historique,. Enfin, l’attribution de la construction à Wölfelin, fréquente dans les sources anciennes, est considérée comme douteuse, du fait qu’il n’existe aucune preuve qu’il ait été actif aussi loin de la Basse-Alsace à cette époque. Il n’est en effet mentionné pour la première fois qu’en 1215 à Haguenau,. De même, ces travaux ont montré qu’il n’existe aucune trace documentaire ou archéologique du prétendu siège qui aurait eu lieu vers 1450 et aurait conduit à la destruction du château.
Enfin, les progrès dans la connaissance du réseau viaire médiéval vosgien ont également montré que les raisons de la construction invoquées jusque-là, à savoir la protection des voies de circulation et contre la Lorraine, sont fantaisistes,.

## Histoire

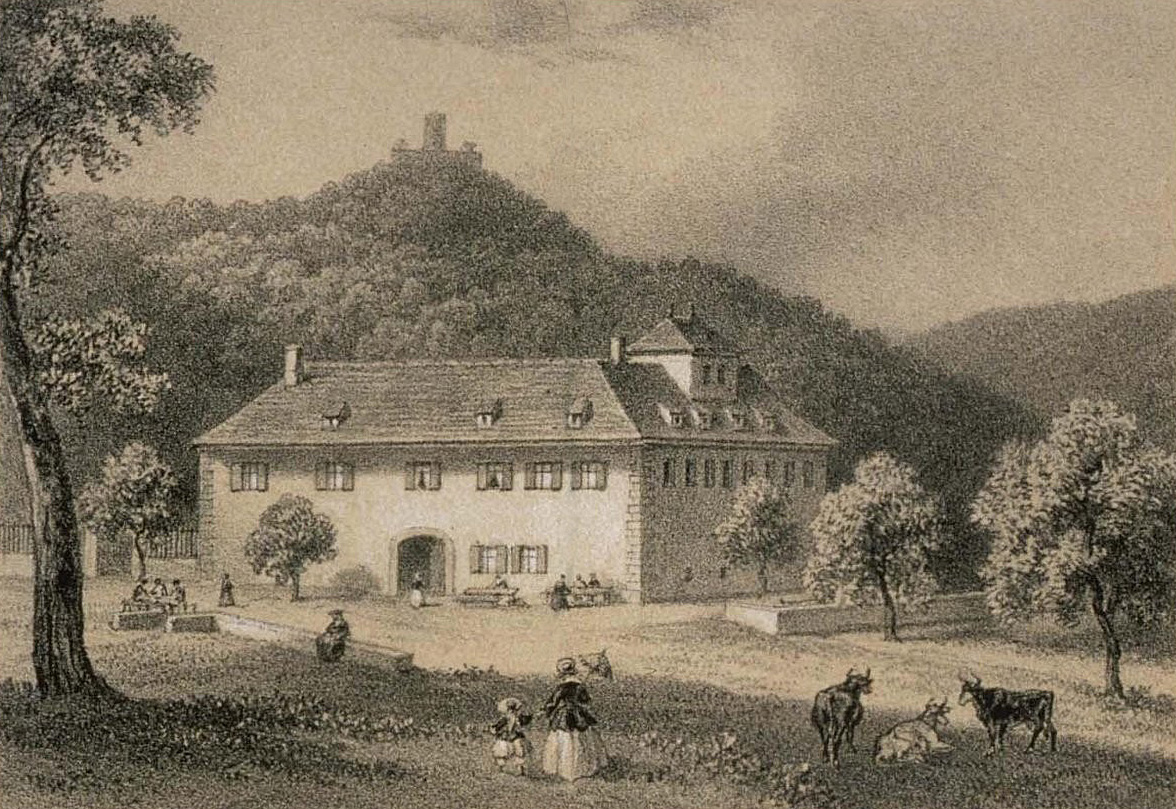
Gravure de 1850 de Jacques Rothmuller montrant le prieuré Saint-Gilles, avec le Pflixbourg à l’arrière-plan.

Le Pflixbourg est construit dans le premier quart du XIIIe siècle, très probablement dans une fourchette comprise entre 1212 et 1219. La première date correspond à la visite de l'empereur germanique Frédéric II, le commanditaire, qui marque le début du renforcement des Hohenstaufen dans la région. Une date de construction antérieure est peu probable, du fait que la région se trouve jusqu’à cette date entre les mains des ennemis des Hohenstaufen. Ces derniers prennent le contrôle de la zone en s’emparant de l’avouerie de Munster en 1212 et en permettant l’affranchissement de Colmar,. L’existence du château n’est cependant assurée qu’en 1220, lorsqu’il est mentionné pour la première fois dans un document faisant état d’un don fait par Frédéric II à Frédéric de Schauenbourg. Celui-ci occupe alors l’endroit en tant que procurateur impérial, fonction similaire à celle, plus tardive, de landvogt. Il s’agit alors d’une forteresse ayant une vocation purement militaire, dont les missions sont la surveillance de l’entrée de la vallée de Munster, la protection de Colmar et le contrôle du prieuré Saint-Gilles.
Le Pflixbourg reste lié aux officiers impériaux après l’accession des Habsbourg au trône impérial. Il semble ainsi avoir été la résidence de fonction du Landvogt de Haute-Alsace Conrad Werner de Hattstatt, la femme de ce dernier y mourant en 1276. La construction du Hohlandsbourg en 1279 fait toutefois perdre au Pflixbourg une grande partie de sa raison d’être, le Hohlandsbourg permettant une surveillance plus efficace des alentours de Colmar. Signe de cette désaffection, le château du Pflixbourg est engagé à de nombreuses reprises à partir de 1298 et tout au long du XIVe siècle. Par ailleurs, les droits auparavant rattachés au château, comme le bailliage du prieuré de Saint-Gilles et du village de Hausen, passent progressivement aux châteaux impériaux du Hohlandsbourg et de Kaysersberg.
À une date et dans des circonstances indéterminées, le château devient un fief des Haus d’Issenheim. Cette famille ayant contracté plusieurs mariages avec les Hattstatt, il est possible qu’ils aient pu l’obtenir par ce biais. À l’extinction des Haus d’Issenheim en 1430, l'empereur germanique Sigismond en fait cadeau à son vice-chancelier Caspar Schlick, qui le vend lui-même à Maximin de Ribeaupierre en 1434 avec les derniers droits qui s’y rattachent encore, à savoir un moulin ainsi que les villages de Gunsbach et Griesbach. Le château reste néanmoins revendiqué par les Hattstatt au XVe siècle,.
Le Pflixbourg n’est plus mentionné après 1434 et aucune trace d’occupation postérieure au XVe siècle n’a été découverte sur le site. Le château a probablement été abandonné dès le milieu du XVe siècle, du fait que les Ribeaupierre possédaient déjà de nombreux châteaux à proximité et n’avaient donc pas l’usage d’un château aussi grand et coûteux à entretenir,.
Les premiers travaux de consolidation sont réalisés en 1864 : la tour maîtresse et la citerne sont déblayées et une portion de mur à proximité de la porte est reconstruite. Pendant la Première Guerre mondiale, le site est occupé et fortifié à partir de 1915 par l’armée allemande en raison de son intérêt stratégique. Le sommet permet en effet de verrouiller la vallée de Munster, par laquelle les Français tentent une percée au printemps 1915. Le château est toutefois peu concerné par les combats, les Français étant repoussés puis bloqués plus haut dans la vallée lors de la bataille du Linge.
Le site castral est inscrit au titre des monuments historiques le 17 décembre 1968. Une importante campagne de restauration des maçonneries a lieu dans les années 1980. En 2006-2007, de nouvelles restaurations des maçonneries ont lieu, notamment sur la courtine nord-est. La citerne est également restaurée et condamnée par une grille pour empêcher les vandalismes à l’intérieur,.

## Architecture

### Disposition générale

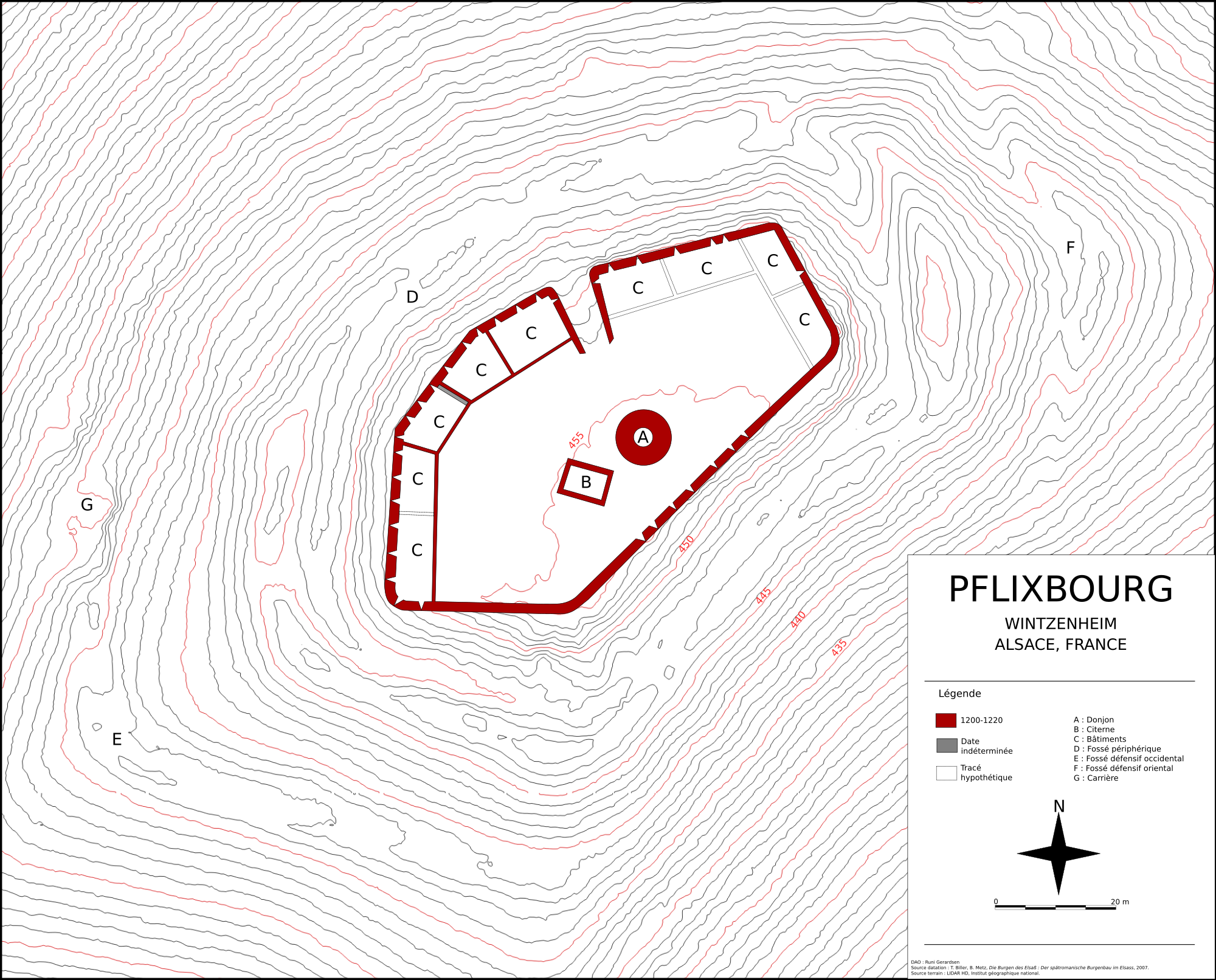
Plan du château avec datation.

Le Pflixbourg est une construction très homogène, qui semble avoir été intégralement édifiée en une seule campagne dans le premier quart du XIIIe siècle. Son plan est caractéristique d’un château de garnison à rôle militaire. Il prend la forme d’un polygone orienté nord-est sud-ouest de 81 m de long par 40 m de large, dont l’enceinte épouse la forme du rocher sur lequel il est bâti. Elle est entourée d’un fossé périphérique, tandis que des bâtiments s’appuient dessus sur la majeure partie du périmètre intérieur. L’entrée se trouve à l’extrémité d’un long couloir formé par le retour de l’enceinte de chaque côté. Son contrôle est assuré par un bergfried cylindrique isolé à l'intérieur de l’enceinte et des bâtiments,.
L’importance de la surface habitable, la taille de la citerne et le caractère distinctement fonctionnel plutôt que symbolique de l’ensemble pointent nettement en faveur d’un château dont la fonction principale est d’héberger une importante garnison permettant d’assurer le contrôle des alentours. Ces caractéristiques se retrouvent sur d’autres châteaux construits au même moment par les Hohenstaufen, notamment le Guirbaden et le château de Kaysersberg, mais aussi sur les châteaux de garnison construits par leurs successeurs Habsbourg, en particulier le proche Hohlandsbourg. Il s’agit toutefois d’un type encore assez rare en Europe à cette époque, qui préfigure les grandes forteresses de Frédéric II en Italie et en Sicile,.

### Matériaux et techniques de construction

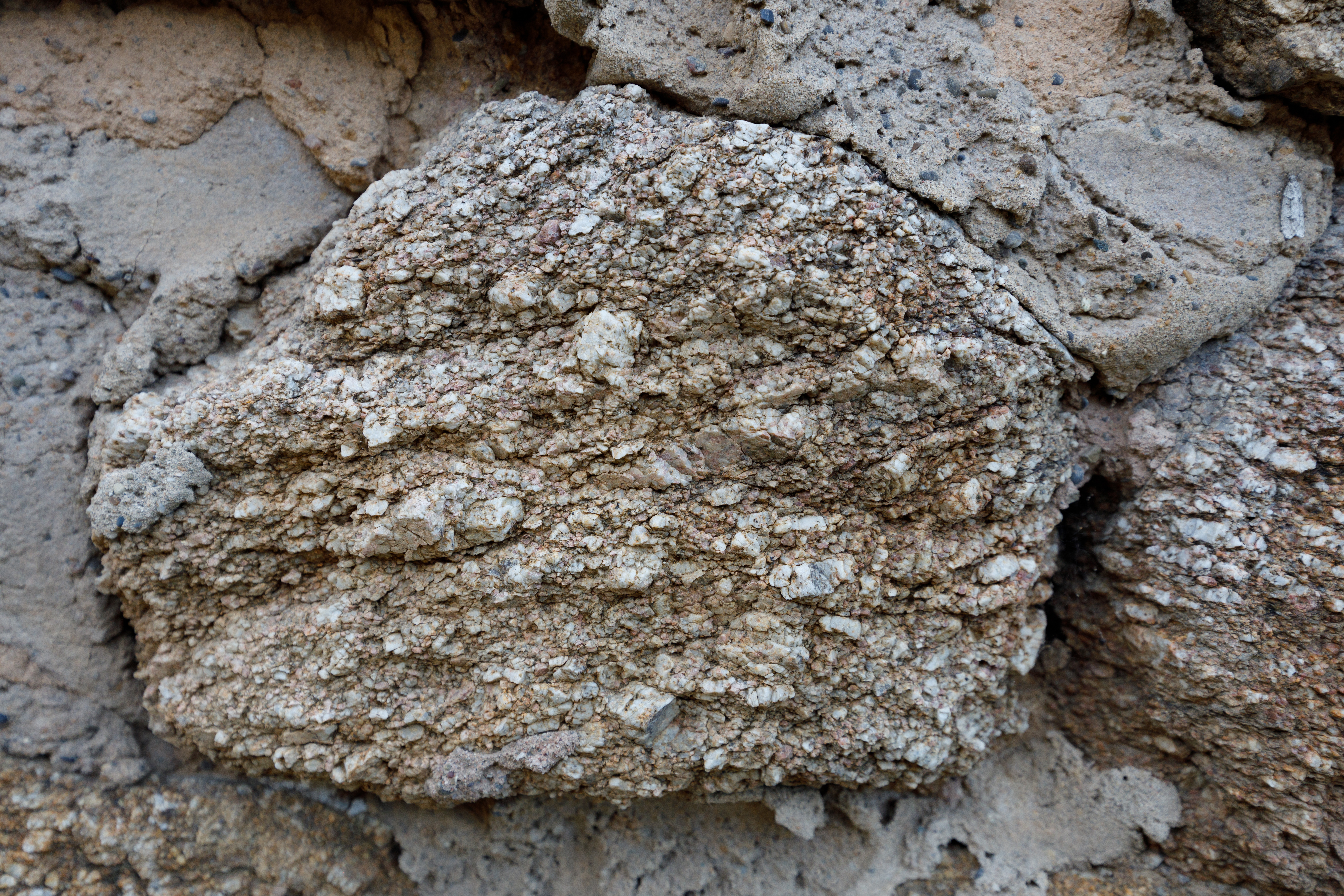
Bloc de granite à deux micas utilisé dans l’appareil du donjon. Les mortiers sont modernes.

Le Pflixbourg est presque entièrement construit en granite, qui a été en très grande partie prélevé sur place lors du nivellement du sommet et du creusement du fossé et des caves des bâtiments. Deux petites carrières ont été localisées à quelques dizaines de mètres au nord-ouest du château, mais elles n’ont probablement eu qu’un rôle d’appoint dans la phase finale du chantier. L’extraction a été faite en banquette et à la pince de carrier, une variante de barre à mine, en exploitant les failles naturelles de la roche. Les encadrements de fenêtres ont été taillés dans un grès rose au grain très fin dont la provenance est indéterminée.
Après extraction, les pierres ont été taillées en modules de taille assez variable, leur hauteur oscillant entre douze et trente centimètres. De manière générale, le parement extérieur de la tour maîtresse utilise des blocs plus grands que le parement intérieur et ceux de la courtine. Celle-ci est également de réalisation moins soignée que la tour, avec des blocs plus grossièrement taillés et des assises moins régulières, même si l’ensemble reste d’assez bonne facture. L’intervalle entre les parements intérieur et extérieur des maçonneries a été rempli par un blocage constitué de blocs et de déchets de taille noyés dans du mortier,.
Ce blocage et l’irrégularité de l’appareil ont nécessité l’emploi d’une grande quantité de liant, en l’occurrence un mortier de chaux. Le calcaire permettant de produire la chaux n’étant pas présent sur place, il a été importé de la colline du Florimont, au nord-ouest d’Ingersheim. En ce qui concerne la mise en œuvre des maçonneries, la courtine a été élevée en utilisant un échafaudage ancré dans le mur grâce à des trous de boulins. Sur la tour, en revanche, l’échafaudage a été monté à partir de troncs non taillés et noyés dans la maçonnerie, puis sciés au ras du mur lorsqu’il a été démonté.

### Tour maîtresse

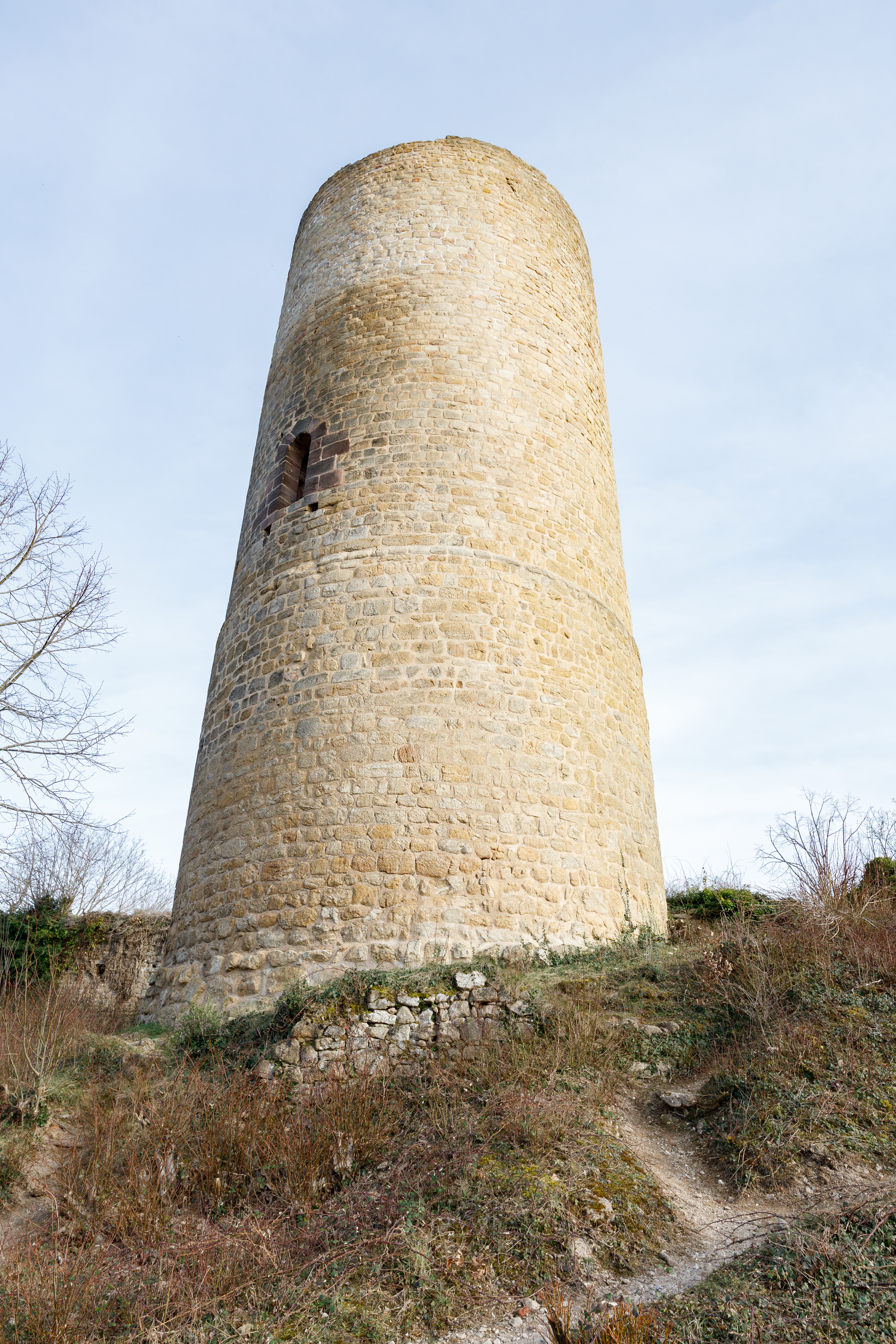
Le donjon vu depuis la cour au nord-ouest, avec la fondation d’un mur à son pied (2025).

La tour maîtresse est construite au point le plus haut du site, directement au débouché de la porte et de manière totalement indépendante du mur d’enceinte, dont elle est distante de 6 m au point le plus rapproché. Elle mesure 23 m de haut pour 9,50 m de diamètre à la base, l’épaisseur de ses murs étant en moyenne de 3 m. Un ressaut réduisant légèrement l’épaisseur du mur à l’extérieur se trouve à 7,60 m de haut et est le seul élément distinctif, les murs étant autrement lisses sur toute leur hauteur. Le volume intérieur disponible est d’environ 3,25 m de diamètre ; il s’agit donc d’un bergfried, un type de donjon fréquent dans le Saint-Empire et uniquement destinée au combat, sans quartiers d’habitation,.
Cette tour est totalement aveugle, à l’exception de la porte d’entrée et d’un petit jour situé en face de celle-ci. La porte présente la particularité d’être en arc brisé, une des premières occurrences de ce dispositif dans l’architecture castrale en Alsace. Ses montants en grès comportent de chaque côté une marque de tâcheron, les deux étant presque identiques. Percée à 9,50 m de haut, la porte donne accès au deuxième niveau de la tour et était accessible par une structure en bois pouvant être démontée pour condamner l’entrée. Outre le premier niveau, parfois appelé « oubliettes », la tour compte encore deux étages au-dessus du niveau de l’entrée, dont les planchers étaient supportés par des corbeaux grossièrement taillés. Au sommet, le chemin de ronde a été recouvert de briques au XVe siècle et le parapet est en assez bon état de conservation, bien que la majeure partie des merlons ait disparu.
L’existence de quelques traces de fondations au pied ouest de la tour permet de supposer qu’elle était entourée d’un mur circulaire la séparant du reste du château. Les maigres restes conservés ne permettent toutefois pas de déterminer l’ampleur de cet ouvrage, qui pourrait autant être un muret qu’une muraille.
Ce donjon est stylistiquement très proche de ceux d’autres châteaux impériaux contemporains de la région. Il est notamment à rapprocher de celui du château de Kaysersberg, construit lui aussi par Frédéric II dans les années 1210.

### Enceinte

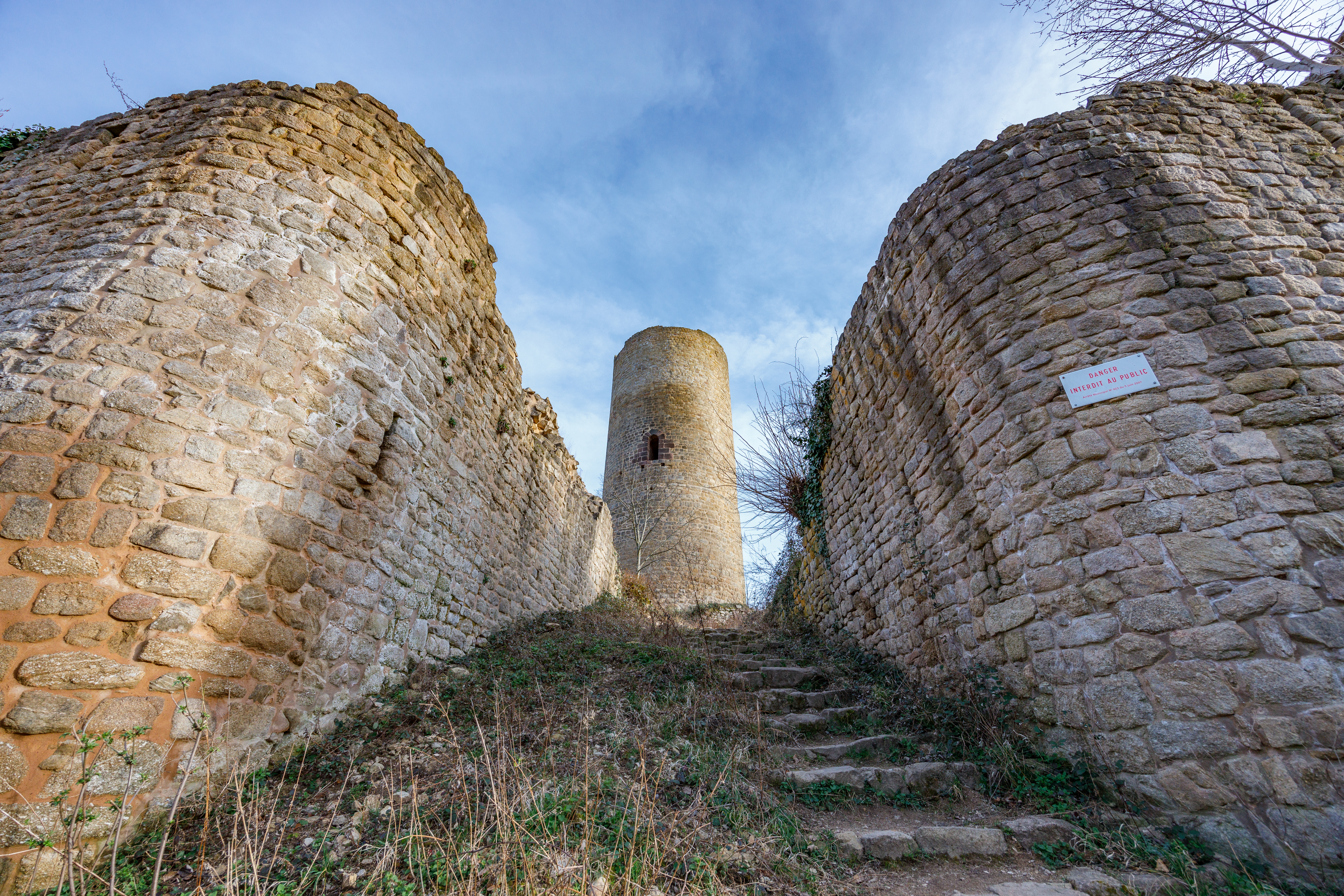
Porte à couloir (2025).

L’enceinte est un simple mur, d’une épaisseur moyenne de 2,10 m encerclant le périmètre, sans aucune tour ou autre moyen de flanquement. Elle suit le tracé du plateau dans une succession de segments rectilignes, parfois de grande longueur, et d’angles arrondis. Elle n’est préservée nulle part sur toute sa hauteur d’origine, de sorte que celle-ci est difficile à estimer.
Ce mur présente la particularité de se retrousser à angle droit en avant de l’entrée, de sorte à former un couloir long de 13 m précédant la porte. Cette dernière, qui se trouve pratiquement au pied du donjon et commandée par lui, a presque entièrement disparu. Le mur de chaque côté du couloir est percé d’un jour, dont il n’est pas clair s’il s’agit de meurtrières ou de simples fentes d’éclairage. Ce système d’entrée à couloir est le seul conservé en Alsace, mais semble avoir existé dans d’autres châteaux alsaciens et avoir été un dispositif assez courant dans les premiers châteaux, notamment en Allemagne centrale.

### Bâtiments intérieurs

#### Section occidentale

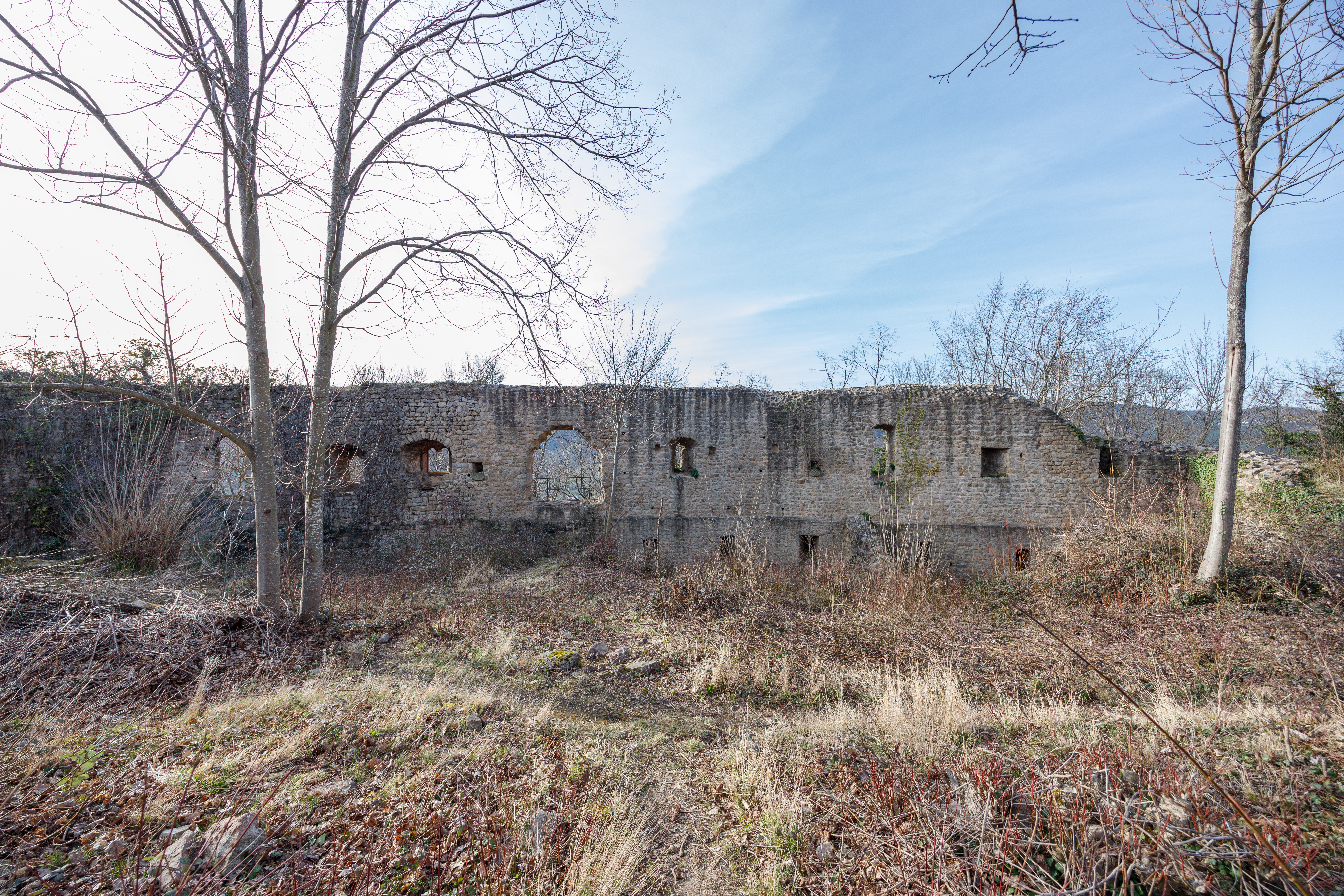
Vue d’ensemble de la face intérieure de la courtine à l’ouest de la porte, montrant les caves et les ouvertures des bâtiments qui s’y appuyaient (2025).

Des bâtiments sont adossés à l’enceinte sur la majeure partie de son périmètre, ceux situés dans la partie ouest étant les mieux préservés. Dans la portion de l’enceinte s’étendant de la porte jusqu’à l’angle ouest, quatre murs de refend matérialisent cinq espaces, dont la largeur est comprise entre 6,5 m et 7 m à la base. Du fait de la pente, ces espaces correspondent à un niveau de cave et sont éclairés chacun par trois à cinq fentes d’éclairage percées dans la courtine. Leur étroitesse et la hauteur à laquelle elles sont placées excluent qu’il s’agisse de meurtrières. Le deuxième mur de refend en partant de la porte a la particularité d’être la seule partie du château à avoir été modifiée postérieurement à la campagne de construction, en l’occurrence par le doublement de son épaisseur. La date de cette modification reste toutefois indéterminée.
Le niveau de cave est surmonté d’un niveau d’habitation, dont il n’est pas possible de restituer l’organisation intérieure du fait de la disparition des cloisons internes. À ce niveau, la courtine est percée de deux latrines, d’une large fenêtre à coussièges, de deux baies géminées et de trois autres fenêtres dans la moitié nord, tandis que la moitié sud de la courtine est aveugle jusqu’à l’angle ouest, où se trouvent deux fenêtres. Les baies géminées ont conservé une partie de leurs encadrements en grès, sur lesquels sont visibles un médaillon orné d’une fleur de lys et un motif en forme de boule courant en Haute-Alsace au début du XIIIe siècle.

#### Section orientale et méridionale
Les bâtiments situés dans la partie orientale de la cour sont moins bien conservés que leurs pendants occidentaux. Cinq espaces de caves sont identifiables, mais le niveau supérieur est trop endommagé pour permettre la moindre hypothèse quant à sa disposition. Cinq fentes d’éclairage sont percées dans la courtine nord, tandis que la courtine nord-est et l’angle oriental, qui sont du côté de l’attaque, sont pratiquement aveugles. La courtine sud-est, derrière le donjon, comporte également sept fentes d’éclairage, ce qui laisse supposer l’existence d’un bâtiment dont rien ne subsiste en élévation.

### Fossés

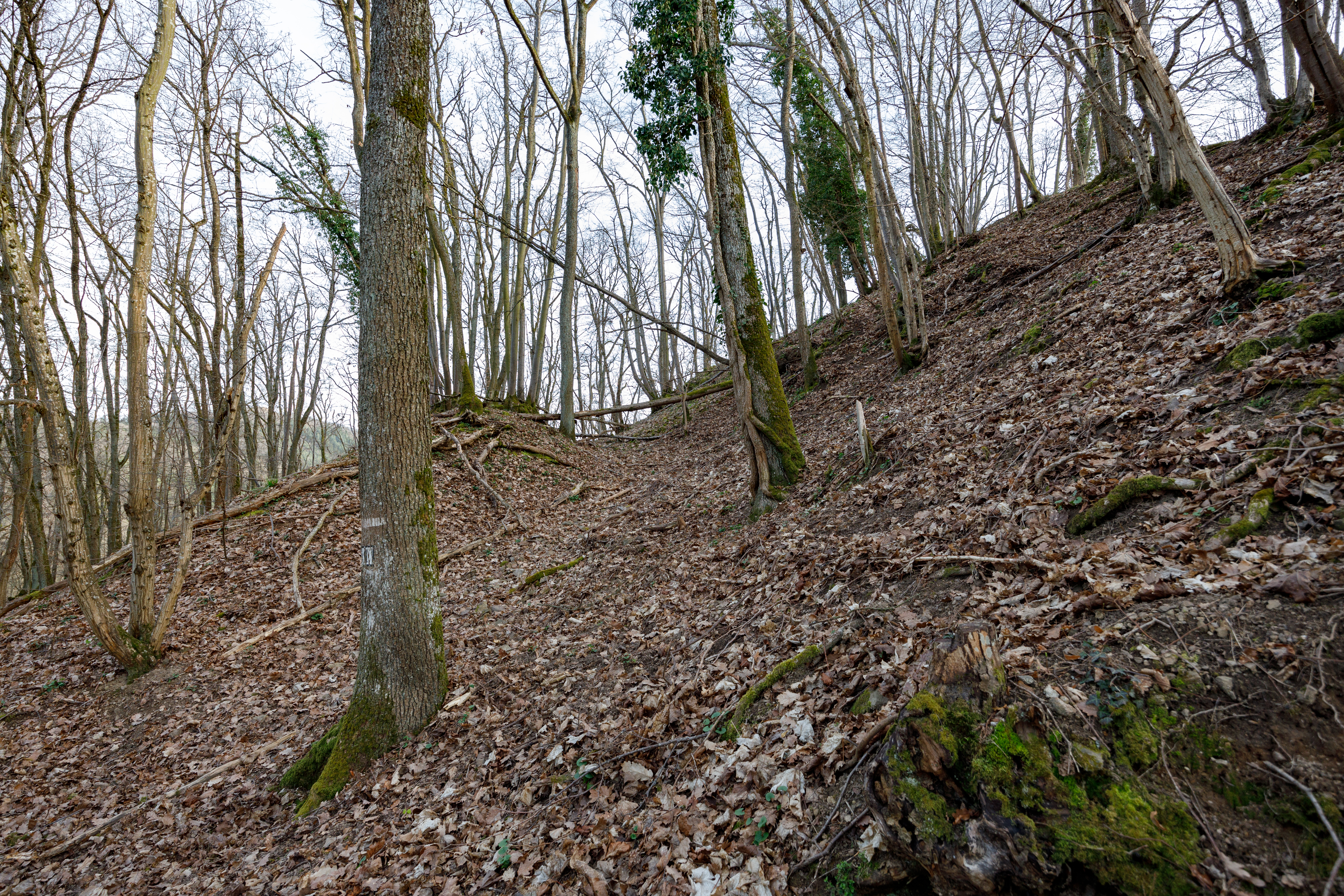
Extrémité nord du fossé défensif oriental précédé de sa butte (2025).

Le château est entouré d’un fossé périphérique creusé dans le rocher directement au pied de la courtine. Sa largeur et sa profondeur sont variables selon les endroits du fait des contraintes du terrain. La portion s’étendant du sud au sud-est est en partie renforcée par une maçonnerie grossière en pierre sèche. Un peu à l’ouest de la pointe sud se trouve également une dépression en bordure de laquelle apparaissent les restes d’une fondation. Le rôle et la datation de ces aménagements sont incertains, mais la présence de deux entrées de galeries bétonnées creusées à proximité immédiate laisse à penser qu’ils datent de la Première Guerre mondiale. L’hypothèse qu’ils constitueraient la base d’une fausse braie est parfois évoquée depuis qu’elle a été avancée par Charles Winkler, mais l’absence totale de traces sur le reste de la circonférence du fossé la rend improbable, d’autant que les éléments visibles sont bien trop faibles pour supporter un tel ouvrage,.
Le fossé périphérique est doublé à l’est par un second fossé défensif creusé parallèlement au fossé périphérique, à portée efficace d’archers placés sur les courtines. Ce fossé permet de couper l’éperon dorsal de la montagne, dont la pente moins forte a dû être perçue comme une vulnérabilité par les bâtisseurs. Le dispositif n’a d’ailleurs pas été prolongé au nord et au sud, dont la pente est plus raide. Ce fossé se trouve à quarante mètres du fossé périphérique. Il mesure environ 120 m de long et 1,90 m de profondeur par rapport au niveau de sol originel. Il est complété à l’extérieur par un talus de 3,50 m de large et 1,35 m de haut. Il est possible que le talus ait été planté de haies d’épineux pour freiner davantage les assaillants, mais la présence d’une palissade est exclue. Les sondages archéologiques de 2010 ont montré que le réseau fossoyé qui semble prolonger le fossé défensif occidental n’a pas de rôle défensif, mais fait partie d’un dispositif de collecte de l’eau en lien avec un puisard situé plus bas.
Un autre fossé similaire se trouve du côté ouest, construit à cinquante mètres du fossé périphérique. Le travail est ici plus sommaire, le talus ne mesurant que 0,80 m de haut et le fossé étant peu profond. Il n’est pas certain que ce fossé soit médiéval : il pourrait s’agir d’un aménagement de la Première Guerre mondiale, des positions de mitrailleuses apparaissant à cet emplacement sur les cartes de l’état-major allemand,.

### Approvisionnement en eau

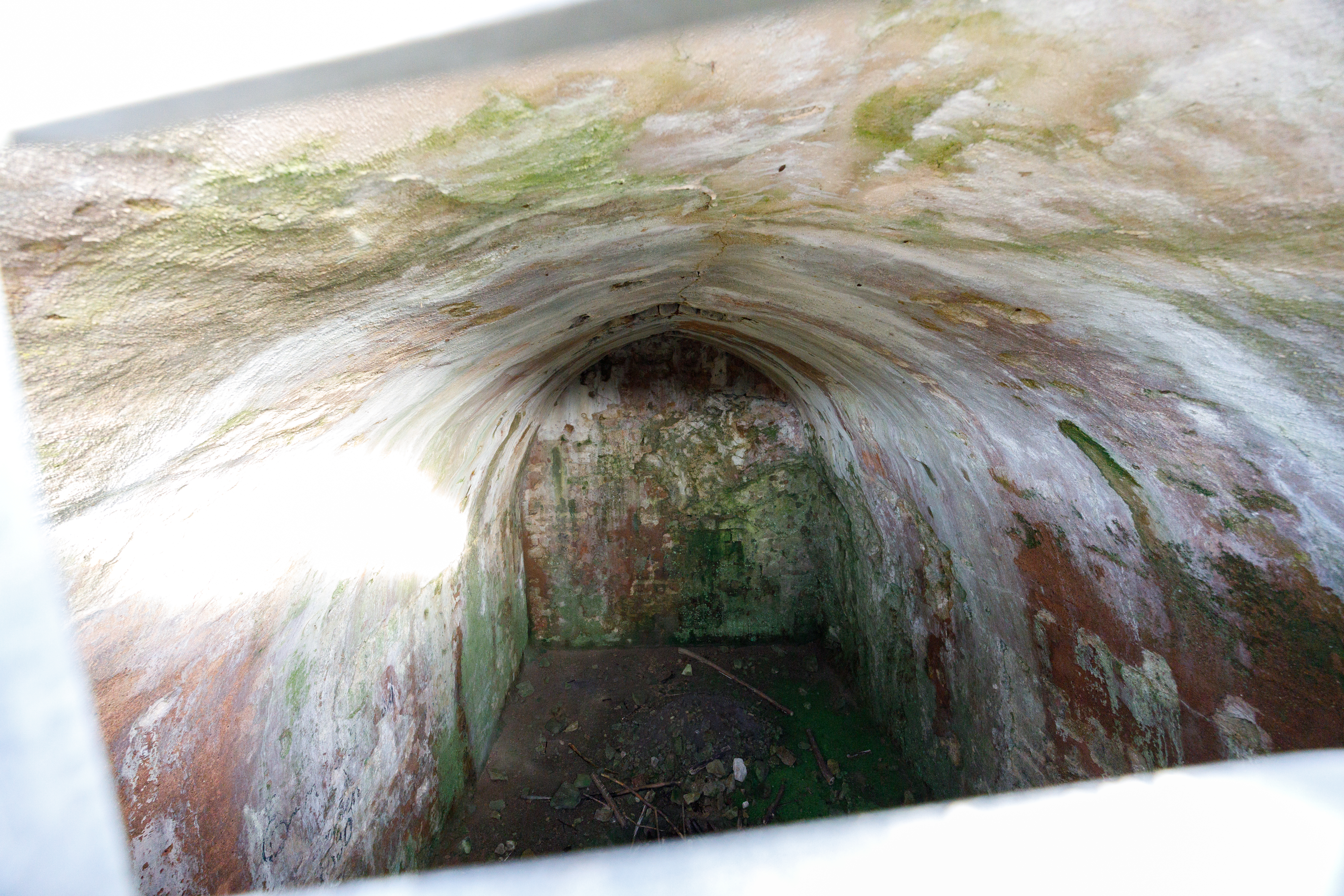
Intérieur de la citerne (2025).

Le château dispose d’une citerne voûtée en berceau brisé, installée au sud-ouest de la tour maîtresse et abritée par un petit bâtiment rectangulaire. Mesurant 4,75 × 7,25 m et 5 m de haut du sol à la pointe de la voûte, sa capacité est d’environ 140 m3. Le réservoir est partiellement creusé dans la roche, le reste des parois étant maçonné ; l’ensemble est couvert d’un enduit hydrofuge à base de mortier de chaux et de tuileau. Le sol de la citerne est surcreusé d’un cuveau circulaire de 0,60 m de haut et 1,20 m servant à son entretien. La voûte est percée d’une ouverture carrée au centre pour puiser l’eau dans la citerne et d’une autre à l’extrémité est permettant de l’alimenter.
Ce réservoir ne dispose en effet d’aucun moyen de captage propre et devait être alimenté manuellement depuis une autre source. L’eau stockée dans la citerne provenait donc probablement en grande partie du puisard situé en dehors du périmètre fortifié, à environ cent mètres au nord-ouest et quarante mètres en contrebas du château. Celui-ci est composé d’un conduit d’environ 1,10 m de diamètre, dont les parois sont construites en granite sans utilisation de mortier. L’eau captée par le bassin versant s’infiltre dans le sol où elle est filtrée par l’arène granitique avant d’aboutir dans le puisard dont la contenance est d’au moins 17 m3. La structure était à l’origine coiffée d’une margelle, mais celle-ci a disparu.
Le transport de l’eau entre le puisard et la citerne était effectué par des animaux de bât en empruntant un chemin creux. Celui-ci prolonge d’abord le fossé défensif oriental en ligne droite, puis tourne presque à angle droit autour du puisard vers l’ouest pour remonter en suivant une pente plus douce vers le château. La section est-ouest est aménagée avec un hérisson central permettant de limiter l’érosion et de rendre le chemin plus stable pour les animaux chargés. Les céramiques retrouvées dans le chemin creux datent du début du XIIIe siècle, ce qui laisse à penser que le puisard a été aménagé en premier afin de permettre également l’alimentation en eau du chantier.